# Офшор 95
«Офшор 95: Таємниці бізнесу президента Зеленського» — український документальний фільм Слідство.Інфо 2021 року, про бізнес президента Володимира Зеленського і зароблені гроші у олігарха Ігоря Коломойського. За даними журналістів, загалом офшорні компанії Коломойського могли перерахувати офшорним компаніям з оточення Зеленського більше $40 млн.

## Сюжет
Команда КВК 95 Квартал була заснована у Кривому Розі і названа на честь місцевості 95 квартал. Керівником команди був юрист за освітою Володимир Зеленський, який виховувався в не багатій інтелігентній родині.
Після кількох успішних виступів 95 Квартал пішов з КВК, тому що його керівництво не дозволяло артистам заробляти в інших передачах та зніматися у фільмах. Тому замість команди КВК була заснована компанія з виробництва розважальних передач, Студія Квартал 95. Зеленський та брати Сергій Шефір і Борис Шефір зробили перші внески до зареєстрованої в Україні компанії, і всією командою перебралися з Кривого Рогу до Києва. За словами Артема Вакалюка, компанія Квартал 95 від початку не була заточена на бізнес, а більше була як "сімейна компанія" друзів, в якій кожен працював щоб не просто отримати зарплатню, а будував це як частину свого маленького бізнесу. Цей успішно побудований в Україні бізнес з виробництва кіно та телепродукції почав швидко розвиватися, та згодом принесе власникам популярність та мільйонні статки.
У 2012 популярний Квартал 95 переходить на підконтрольний олігарху Ігорю Коломойському канал 1+1. Саме цю подію, журналісти різних українських телеканалів вважають незаконною і такою, що містить корупційну складову. Канал запропонував Кварталу привабливі умови співпраці, більшу свободу у висловлюванні і творчості та багато часу у телеетері для їхніх шоу та програм. Детальніші умови співпраці каналу 1+1 з Кварталом 95 сторони воліють не розголошувати. 
Коломойський контролює Групу Приват, куди входять чисельні підприємства у сферах авіації, металургії, паливної промисловості, фінансів та медіа. Зі слів самого Ігоря Коломойського, медіа це четверта влада, і телеканал краще аніж парламент, тому що в парламенті можна зі всіма домовитися, а телеканал це можливість показувати правду; завдяки каналу я можу почувати себе захищеним, тому що через нього я можу висловити свою точку зору.

## Реакція
У день презентації розслідування у київській Малій опері СБУ намагалася зірвати показ.